# Agronomia (Porto Alegre)
Agronomia é um bairro da zona leste da cidade brasileira de Porto Alegre, capital do estado  do Rio Grande do Sul. Criado pela lei 4166 de 21 de setembro de 1976, teve seus limites alterados através da lei 6720 de 21 de novembro de 1990 e, posteriormente, através da lei 7954 de 8 de janeiro de 1997 e da Lei 12.112/16. Os limites do bairro são o município de Viamão, e os bairros Partenon e Jardim Carvalho.
Em 2019 o bairro contava com:  2.331 habitantes, distribuídos por seus 886,3 hectáres, com uma densidade populacional de 263 hab./km². A taxa de analfabetismo do bairro era de 5,96%, acentuadamente maior que o índice geral de Porto Alegre que era de 3,86%. A renda média era de 2,59 salários mínimos por domicílio. O seu Índice de Desenvolvimento Humano Municipal é de 0,695 bem inferior em comparação o índice de 0,805 da cidade.

## Histórico
A origem do bairro remonta ao século XVIII, e se deve ao tráfego contínuo em duas estradas que foram fundamentais para o desenvolvimento da cidade de Porto Alegre: o Caminho do Meio, atuais Avenida Osvaldo Aranha e Avenida Protásio Alves, e a Estrada do Mato Grosso, atual Avenida Bento Gonçalves.
O bairro deve seu nome à instalação, na região, da Faculdade de Agronomia da Universidade Federal do Rio Grande do Sul (UFRGS) em 1899. Hoje, esta faculdade e outras unidades formam o Campus do Vale da Universidade.

## Características atuais
O bairro ainda apresenta baixo índice demográfico. Por estar localizado entre as duas estradas já citadas, o bairro Agronomia acabou por desenvolver apenas um pequeno comércio local, a nível de subsistência.

## Limites atuais
Ponto inicial e final: ponte sobre o Arroio Dilúvio, encontro da Avenida Bento Gonçalves com a Avenida Senador Salgado Filho do Município de Viamão; desse ponto segue pela Avenida Bento Gonçalves até o Arroio Agronomia, segue pelo eixo desse arroio até o Beco do David, ponto de coordenadas E: 286.837; N: 1.670.522, por esse até a Estrada dos Vinhedos (antiga Estrada das Capoeiras), por essa até o ponto de coordenadas E: 285.322; N: 1.669.621; desse ponto segue por uma linha reta e imaginária até o encontro da Rua Santa Tereza - Vila São José Comunitária com a Travessa São Guilherme; desse ponto segue por uma linha reta e imaginária até o marco geodésico do topo do Morro da Companhia, ponto de coordenadas E: 285.658; N: 1.671.528; desse ponto segue por uma linha reta e imaginária até o encontro da Rua Soldado José da Silva com a Rua Capitão Manoel Pozo Bravo, por essa até o encontro entre a Avenida Bento Gonçalves e a Avenida Antônio Carvalho, por essa até a Avenida Ipiranga, por essa até a Rua Um Beco dos Marianos; por essa até o ponto de coordenadas E: 286.194; N: 1.672.337, no limite oeste da propriedade da Universidade Federal do Rio Grande do Sul (UFRGS); segue por esse limite de propriedade até o ponto de coordenadas E: 286.873; N: 1.673.911; desse ponto segue por dois segmentos de linhas retas e imaginárias, passando pelo ponto de coordenadas E: 286.900; N: 1.674.227, marco geodésico no topo do Morro Santana e seguindo até o Arroio Morro Santana, ponto de coordenadas  E: 288.406; N: 1.673.728, desse ponto segue o limite da propriedade da UFRGS até a Avenida Senador Salgado Filho do Município de Viamão, ponto de coordenadas E: 289.503; N: 1.671.226, por essa até a Avenida Bento Gonçalves, na ponte sobre o Arroio Dilúvio, ponto inicial.